# Codex Nitriensis
Der Codex Nitriensis (Gregory-Aland no. R oder 027; von Soden ε 22) ist eine griechische Handschrift des Neuen Testaments, die auf das 6. Jahrhundert datiert wird. Sie besteht aus dem Evangelium nach Lukas mit Lücken auf 48 Pergamentblättern (29,5 × 23,5 cm). Die Handschrift ist nicht vollständig.

## Beschreibung
Die Handschrift ist in zwei Spalten pro Seite, 25 Linien pro Seite in großen Unzialen geschrieben. Sie enthält Ammonianische Abschnitte, (ohne den Eusebischen Kanon), τίτλοι und Unterschriften.
Die Handschrift ist ein Palimpsest, der obere syrische Text enthält eine Schrift des Severus Antiochenus gegen Johannes Grammaticus.
Der Codex wird in der British Library (Add. 17211) in London verwahrt.

## Inhalt
Evangelium nach Lukas 1,1–13; 1,69–2,4; 2,16–27; 4,38–5,5; 5,25–6,8; 6,18–36; 6,39; 6,49–7,22; 7,44; 7,46; 7,47; 7,50; 8,1–3; 8,5–15; 8,25–9,1; 9,12–43; 10,3–16; 11,5–27; 12,4–15; 12,40–52; 13,26–14,1; 14,12–15,1; 15,13–16,16; 17,21–18,10; 18,22–20,20; 20,33–47; 21,12–22,6; 22,8–15; 22,42–56; 22,71–23,11; 23,38–51.

## Text

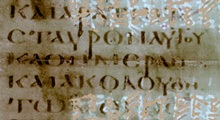
Lukas 9,23

Der griechische Text des Codex repräsentiert den byzantinischen Texttyp und wird der Kategorie V zugeordnet.